# Grotte di Pietrasecca
Grotte di Pietrasecca este o arie protejată (arie specială de conservare — SAC, sit de importanță comunitară — SCI) din Italia întinsă pe o suprafață de 246 ha, integral pe uscat.

## Localizare
Centrul sitului Grotte di Pietrasecca este situat la coordonatele 42°08′45″N 13°07′57″E / 42.145833°N 13.1325°E.

## Înființare
Situl Grotte di Pietrasecca a fost declarat sit de importanță comunitară în iunie 1995 pentru a proteja 1 specie de animale. Situl a fost protejat și ca arie specială de conservare în decembrie 2018.

## Biodiversitate
Situată în ecoregiunea mediteraneană, aria protejată conține 6 habitate naturale: Păduri ilirice de stejar și carpen (Erythronio-Carpinion), Peșteri inaccesibile publicului, Păduri de Castanea sativa, Pajiști uscate seminaturale și facies de acoperire cu tufișuri pe substraturi calcaroase (Festuco-Brometalia) (* situri importante pentru orhidee), Pseudostepă cu ierburi și specii anuale de Thero-Brachypodietea, Pajiști carstice calcaroase sau bazofile, de Alysso-Sedion albi.
La baza desemnării sitului se află o specie protejată de  mamifere: liliacul mic cu potcoavă (Rhinolophus hipposideros).
Pe lângă speciile protejate, pe teritoriul sitului au mai fost identificate 4 specii de plante.